# Dirka po Franciji 2020
Dirka po Franciji 2020 je bila 107. izvedba dirke po Franciji, ene od dirk Grand Tour. Zaradi Pandemije koronavirusne bolezni 2019 je bil štart prestavljen iz 27. junija na 29. avgust. Dirka se je začela v Nici in končala 20. septembra s tradicionalnim zaključkom na Elizejskih poljanah v Parizu. Nastopilo je 176 kolesarjev iz 22-ih ekip. Skupno zmago je prvič dosegel slovenski kolesar Tadej Pogačar iz ekipe UAE Team Emirates. Primož Roglič (Team Jumbo–Visma) je osvojil drugo mesto, tretje pa avstralski kolesar Richie Porte (Trek–Segafredo). Zeleno majico je osvojil Sam Bennett (Deceuninck–Quick-Step), Pogačar pa je osvojil tudi pikčasto in belo majico. Tri majice je nazadnje osvojil Eddy Merckx leta 1972, Laurent Fignon je nazadnje zmagal v skupnem seštevku kot debitant leta 1983, Cadel Evans pa je leta 2011 nazadnje prevzel rumeno majico na predzadnji etapi dirke.

## Ekipe
UCI WorldTeams
- AG2R La Mondiale
- Astana
- Bahrain–McLaren
- Bora–Hansgrohe
- CCC Team
- Cofidis
- Deceuninck–Quick-Step
- EF Pro Cycling
- Groupama–FDJ
- Ineos Grenadiers
- Israel Start-Up Nation
- Lotto–Soudal
- Mitchelton–Scott
- Movistar Team
- NTT Pro Cycling
- Team Jumbo–Visma
- Team Sunweb
- Trek–Segafredo
- UAE Team Emirates

UCI ProTeams
- Arkéa–Samsic
- B&B Hotels–Vital Concept
- Total Direct Énergie

## Etape
| Etapa | Datum         | Štart/Cilj                                  | Razdalja          | Tip       | Tip                    | Zmagovalec                 |
| ----- | ------------- | ------------------------------------------- | ----------------- | --------- | ---------------------- | -------------------------- |
| 1     | 29. avgust    | Nica — Nica                                 | 156 km            |           | ravninska etapa        | Alexander Kristoff (NOR)   |
| 2     | 30. avgust    | Nica — Nica                                 | 186 km            |           | hribovito-gorska etapa | Julian Alaphilippe (FRA)   |
| 3     | 31. avgust    | Nica — Sisteron                             | 198 km            |           | ravninska etapa        | Caleb Ewan (AUS)           |
| 4     | 1. september  | Sisteron — Orcières-Merlette                | 160,5 km          |           | hribovita etapa        | Primož Roglič (SLO)        |
| 5     | 2. september  | Gap — Privas                                | 183 km            |           | ravninska etapa        | Wout van Aert (BEL)        |
| 6     | 3. september  | Le Teil — Mont Aigoual                      | 191 km            |           | hribovita etapa        | Aleksej Lucenko (KAZ)      |
| 7     | 4. september  | Millau — Lavaur                             | 168 km            |           | ravninska etapa        | Wout van Aert (BEL)        |
| 8     | 5. september  | Cazères — Loudenvielle                      | 141 km            |           | gorska etapa           | Nans Peters (FRA)          |
| 9     | 6. september  | Pau — Laruns                                | 153 km            |           | gorska etapa           | Tadej Pogačar (SLO)        |
|       | 7. september  | Charente-Maritime                           | Charente-Maritime |           | dan počitka            | dan počitka                |
| 10    | 8. september  | Île d'Oléron — Île de Ré                    | 168,5 km          |           | ravninska etapa        | Sam Bennett (IRL)          |
| 11    | 9. september  | Châtelaillon-Plage — Poitiers               | 167 km            |           | ravninska etapa        | Caleb Ewan (AUS)           |
| 12    | 10. september | Chauvigny — Sarran                          | 218 km            |           | hribovita etapa        | Marc Hirschi (SUI)         |
| 13    | 11. september | Châtel-Guyon — Puy Mary                     | 191,5 km          |           | hribovito-gorska etapa | Daniel Martínez (COL)      |
| 14    | 12. september | Clermont-Ferrand — Lyon                     | 194 km            |           | hribovita etapa        | Søren Kragh Andersen (DEN) |
| 15    | 13. september | Lyon — Grand Colombier                      | 174,5 km          |           | gorska etapa           | Tadej Pogačar (SLO)        |
|       | 14. september | Isère                                       | Isère             |           | dan počitka            | dan počitka                |
| 16    | 15. september | La Tour-du-Pin — Villard-de-Lans            | 164 km            |           | gorska etapa           | Lennard Kämna (GER)        |
| 17    | 16. september | Grenoble — Méribel (Col de la Loze)         | 170 km            |           | gorska etapa           | Miguel Ángel López (COL)   |
| 18    | 17. september | Méribel — La Roche-sur-Foron                | 175 km            |           | gorska etapa           | Michał Kwiatkowski (POL)   |
| 19    | 18. september | Bourg-en-Bresse — Champagnole               | 166,5 km          |           | ravninska etapa        | Søren Kragh Andersen (DEN) |
| 20    | 19. september | Lure — La Planche des Belles Filles         | 36,2 km           |           | gorski kronometer      | Tadej Pogačar (SLO)        |
| 21    | 20. september | Mantes-la-Jolie — Pariz (Elizejske poljane) | 122 km            |           | ravninska etapa        | Sam Bennett (IRL)          |
|       | Skupaj        | Skupaj                                      | 3484,2 km         | 3484,2 km | 3484,2 km              | 3484,2 km                  |

## Razvrstitev po klasifikacijah
| Etapa  | Zmagovalec           | - Rumena majica    | - Zelena majica    | - Pikčasta majica | - Bela majica | - Ekipno       | - Rdeča številka      |
| ------ | -------------------- | ------------------ | ------------------ | ----------------- | ------------- | -------------- | --------------------- |
| 1      | Alexander Kristoff   | Alexander Kristoff | Alexander Kristoff | Fabien Grellier   | Mads Pedersen | Trek–Segafredo | Michael Schär         |
| 2      | Julian Alaphilippe   | Julian Alaphilippe | Alexander Kristoff | Benoît Cosnefroy  | Marc Hirschi  | Trek–Segafredo | Benoît Cosnefroy      |
| 3      | Caleb Ewan           | Julian Alaphilippe | Peter Sagan        | Benoît Cosnefroy  | Marc Hirschi  | Trek–Segafredo | Jérôme Cousin         |
| 4      | Primož Roglič        | Julian Alaphilippe | Peter Sagan        | Benoît Cosnefroy  | Tadej Pogačar | EF Pro Cycling | Krists Neilands       |
| 5      | Wout van Aert        | Adam Yates         | Sam Bennett        | Benoît Cosnefroy  | Tadej Pogačar | EF Pro Cycling | Wout Poels            |
| 6      | Aleksej Lucenko      | Adam Yates         | Sam Bennett        | Benoît Cosnefroy  | Tadej Pogačar | EF Pro Cycling | Nicolas Roche         |
| 7      | Wout van Aert        | Adam Yates         | Peter Sagan        | Benoît Cosnefroy  | Egan Bernal   | EF Pro Cycling | Daniel Oss            |
| 8      | Nans Peters          | Adam Yates         | Peter Sagan        | Benoît Cosnefroy  | Egan Bernal   | EF Pro Cycling | Nans Peters           |
| 9      | Tadej Pogačar        | Primož Roglič      | Peter Sagan        | Benoît Cosnefroy  | Egan Bernal   | Movistar Team  | Marc Hirschi          |
| 10     | Sam Bennett          | Primož Roglič      | Sam Bennett        | Benoît Cosnefroy  | Egan Bernal   | Movistar Team  | Stefan Küng           |
| 11     | Caleb Ewan           | Primož Roglič      | Sam Bennett        | Benoît Cosnefroy  | Egan Bernal   | Movistar Team  | Mathieu Ladagnous     |
| 12     | Marc Hirschi         | Primož Roglič      | Sam Bennett        | Benoît Cosnefroy  | Egan Bernal   | Movistar Team  | Marc Hirschi          |
| 13     | Daniel Martínez      | Primož Roglič      | Sam Bennett        | Benoît Cosnefroy  | Tadej Pogačar | EF Pro Cycling | Maximilian Schachmann |
| 14     | Søren Kragh Andersen | Primož Roglič      | Sam Bennett        | Benoît Cosnefroy  | Tadej Pogačar | EF Pro Cycling | Stefan Küng           |
| 15     | Tadej Pogačar        | Primož Roglič      | Sam Bennett        | Benoît Cosnefroy  | Tadej Pogačar | Movistar Team  | Pierre Rolland        |
| 16     | Lennard Kämna        | Primož Roglič      | Sam Bennett        | Benoît Cosnefroy  | Tadej Pogačar | Movistar Team  | Richard Carapaz       |
| 17     | Miguel Ángel López   | Primož Roglič      | Sam Bennett        | Tadej Pogačar     | Tadej Pogačar | Movistar Team  | Julian Alaphilippe    |
| 18     | Michał Kwiatkowski   | Primož Roglič      | Sam Bennett        | Richard Carapaz   | Tadej Pogačar | Movistar Team  | Marc Hirschi          |
| 19     | Søren Kragh Andersen | Primož Roglič      | Sam Bennett        | Richard Carapaz   | Tadej Pogačar | Movistar Team  | Rémi Cavagna          |
| 20     | Tadej Pogačar        | Tadej Pogačar      | Sam Bennett        | Tadej Pogačar     | Tadej Pogačar | Movistar Team  | brez                  |
| 21     | Sam Bennett          | Tadej Pogačar      | Sam Bennett        | Tadej Pogačar     | Tadej Pogačar | Movistar Team  | brez                  |
| Skupno | Skupno               | Tadej Pogačar      | Sam Bennett        | Tadej Pogačar     | Tadej Pogačar | Movistar Team  | Marc Hirschi          |

## Končna razvrstitev
| Legenda                                  | Legenda                                  | Legenda                               | Legenda                                    |
| ---------------------------------------- | ---------------------------------------- | ------------------------------------- | ------------------------------------------ |
| A yellow jersey.                         | Predstavlja vodilnega v skupnem seštevku | A white jersey with red polka dots.   | Predstavlja vodilnega v gorski razvrstitvi |
| A green jersey.                          | Predstavlja vodilnega po točkah          | A white jersey.                       | Predstavlja najboljšega mladega kolesarja  |
| A white jersey with a yellow number bib. | Predstavlja vodilnega najboljše ekipe    | A white jersey with a red number bib. | Predstavlja najbolj borbenega kolesarja    |

### Rumena majica
| Poz. | Kolesar                  | Ekipa             | Čas         |
| ---- | ------------------------ | ----------------- | ----------- |
| 1    | Tadej Pogačar (SLO)      | UAE Team Emirates | 87h 20' 05" |
| 2    | Primož Roglič (SLO)      | Team Jumbo–Visma  | + 59"       |
| 3    | Richie Porte (AUS)       | Trek–Segafredo    | + 3' 30"    |
| 4    | Mikel Landa (ESP)        | Bahrain–McLaren   | + 5' 58"    |
| 5    | Enric Mas (ESP)          | Movistar Team     | + 6' 07"    |
| 6    | Miguel Ángel López (COL) | Astana            | + 6' 47"    |
| 7    | Tom Dumoulin (NED)       | Team Jumbo–Visma  | + 7' 48"    |
| 8    | Rigoberto Urán (COL)     | EF Pro Cycling    | + 8' 02"    |
| 9    | Adam Yates (GBR)         | Mitchelton–Scott  | + 9' 25"    |
| 10   | Damiano Caruso (ITA)     | Bahrain–McLaren   | + 14' 03"   |

| Skupna razvrstitev kolesarjev (11–146) | Skupna razvrstitev kolesarjev (11–146) | Skupna razvrstitev kolesarjev (11–146) | Skupna razvrstitev kolesarjev (11–146) |
| Poz.                                   | Kolesar                                | Ekipa                                  | Čas                                    |
| -------------------------------------- | -------------------------------------- | -------------------------------------- | -------------------------------------- |
| 11                                     | Guillaume Martin (FRA)                 | Cofidis                                | + 16' 58"                              |
| 12                                     | Alejandro Valverde (ESP)               | Movistar Team                          | + 17' 41"                              |
| 13                                     | Richard Carapaz (ECU)                  | Ineos Grenadiers                       | + 25' 53"                              |
| 14                                     | Warren Barguil (FRA)                   | Arkéa–Samsic                           | + 31' 04"                              |
| 15                                     | Sepp Kuss (USA)                        | Team Jumbo–Visma                       | + 42' 20"                              |
| 16                                     | Pello Bilbao (ESP)                     | Bahrain–McLaren                        | + 55' 56"                              |
| 17                                     | Nairo Quintana (COL)                   | Arkéa–Samsic                           | + 1h 03' 07"                           |
| 18                                     | Pierre Rolland (FRA)                   | B&B Hotels–Vital Concept               | + 1h 08' 26"                           |
| 19                                     | Carlos Verona (ESP)                    | Movistar Team                          | + 1h 19' 54"                           |
| 20                                     | Wout van Aert (BEL)                    | Team Jumbo–Visma                       | + 1h 20' 31"                           |
| 21                                     | Marc Soler (ESP)                       | Movistar Team                          | + 1h 31' 53"                           |
| 22                                     | Gorka Izagirre (ESP)                   | Astana                                 | + 1h 36' 12"                           |
| 23                                     | Esteban Chaves (COL)                   | Mitchelton–Scott                       | + 1h 38' 45"                           |
| 24                                     | Sébastien Reichenbach (SUI)            | Groupama–FDJ                           | + 1h 39' 27"                           |
| 25                                     | Kenny Elissonde (FRA)                  | Trek–Segafredo                         | + 1h 40' 06"                           |
| 26                                     | Mikaël Cherel (FRA)                    | AG2R La Mondiale                       | + 1h 40' 51"                           |
| 27                                     | Valentin Madouas (FRA)                 | Groupama–FDJ                           | + 1h 42' 43"                           |
| 28                                     | Daniel Martínez (COL)                  | EF Pro Cycling                         | + 1h 55' 12"                           |
| 29                                     | Thibaut Pinot (FRA)                    | Groupama–FDJ                           | + 1h 59' 54"                           |
| 30                                     | Michał Kwiatkowski (POL)               | Ineos Grenadiers                       | + 2h 06' 32"                           |
| 31                                     | Romain Sicard (FRA)                    | Total Direct Énergie                   | + 2h 13' 02"                           |
| 32                                     | Luis León Sánchez (ESP)                | Astana                                 | + 2h 13' 47"                           |
| 33                                     | Lennard Kämna (GER)                    | Bora–Hansgrohe                         | + 2h 15' 39"                           |
| 34                                     | George Bennett (NZL)                   | Team Jumbo–Visma                       | + 2h 15' 49"                           |
| 35                                     | Alexis Vuillermoz (FRA)                | AG2R La Mondiale                       | + 2h 16' 19"                           |
| 36                                     | Julian Alaphilippe (FRA)               | Deceuninck–Quick-Step                  | + 2h 19' 11"                           |
| 37                                     | Hugh Carthy (GBR)                      | EF Pro Cycling                         | + 2h 20' 31"                           |
| 38                                     | Emanuel Buchmann (GER)                 | Bora–Hansgrohe                         | + 2h 21' 57"                           |
| 39                                     | Rudy Molard (FRA)                      | Groupama–FDJ                           | + 2h 26' 53"                           |
| 40                                     | Jan Polanc (SLO)                       | UAE Team Emirates                      | + 2h 29' 54"                           |
| 41                                     | Dan Martin (IRL)                       | Israel Start-Up Nation                 | + 2h 30' 25"                           |
| 42                                     | Robert Gesink (NED)                    | Team Jumbo–Visma                       | + 2h 30' 35"                           |
| 43                                     | Bob Jungels (LUX)                      | Deceuninck–Quick-Step                  | + 2h 33' 30"                           |
| 44                                     | Jesús Herrada (ESP)                    | Cofidis                                | + 2h 34' 50"                           |
| 45                                     | Harold Tejada (COL)                    | Astana                                 | + 2h 37' 02"                           |
| 46                                     | Aleksej Lucenko (KAZ)                  | Astana                                 | + 2h 39' 37"                           |
| 47                                     | Hugo Houle (CAN)                       | Astana                                 | + 2h 39' 54"                           |
| 48                                     | Simon Geschke (GER)                    | CCC Team                               | + 2h 44' 27"                           |
| 49                                     | Nicolas Edet (FRA)                     | Cofidis                                | + 2h 48' 44"                           |
| 50                                     | Greg Van Avermaet (BEL)                | CCC Team                               | + 2h 49' 50"                           |
| 51                                     | Niklas Eg (DEN)                        | Trek–Segafredo                         | + 2h 50' 04"                           |
| 52                                     | Thomas De Gendt (BEL)                  | Lotto–Soudal                           | + 2h 51' 56"                           |
| 53                                     | Quentin Pacher (FRA)                   | B&B Hotels–Vital Concept               | + 2h 54' 17"                           |
| 54                                     | Marc Hirschi (SUI)                     | Team Sunweb                            | + 2h 54' 34"                           |
| 55                                     | Nelson Oliveira (POR)                  | Movistar Team                          | + 3h 01' 41"                           |
| 56                                     | Neilson Powless (USA)                  | EF Pro Cycling                         | + 3h 03' 09"                           |
| 57                                     | Maximilian Schachmann (GER)            | Bora–Hansgrohe                         | + 3h 03' 28"                           |
| 58                                     | Søren Kragh Andersen (DEN)             | Team Sunweb                            | + 3h 06' 26"                           |
| 59                                     | Dylan van Baarle (NED)                 | Ineos Grenadiers                       | + 3h 07' 42"                           |
| 60                                     | Omar Fraile (ESP)                      | Astana                                 | + 3h 13' 41"                           |
| 61                                     | Oliver Naesen (BEL)                    | AG2R La Mondiale                       | + 3h 22' 04"                           |
| 62                                     | Alberto Bettiol (ITA)                  | EF Pro Cycling                         | + 3h 24' 55"                           |
| 63                                     | Felix Großschartner (AUT)              | Bora–Hansgrohe                         | + 3h 25' 17"                           |
| 64                                     | Nicolas Roche (IRL)                    | Team Sunweb                            | + 3h 27' 13"                           |
| 65                                     | Nans Peters (FRA)                      | AG2R La Mondiale                       | + 3h 27' 46"                           |
| 66                                     | Winner Anacona (COL)                   | Arkéa–Samsic                           | + 3h 32' 40"                           |
| 67                                     | Jan Hirt (CZE)                         | CCC Team                               | + 3h 34' 58"                           |
| 68                                     | Ben Hermans (BEL)                      | Israel Start-Up Nation                 | + 3h 37' 12"                           |
| 69                                     | Michael Schär (SUI)                    | CCC Team                               | + 3h 38' 55"                           |
| 70                                     | José Joaquín Rojas (ESP)               | Movistar Team                          | + 3h 40' 49"                           |
| 71                                     | Jasper Stuyven (BEL)                   | Trek–Segafredo                         | + 3h 40' 52"                           |
| 72                                     | David de la Cruz (ESP)                 | UAE Team Emirates                      | + 3h 41' 20"                           |
| 73                                     | Michael Valgren (DEN)                  | NTT Pro Cycling                        | + 3h 41' 45"                           |
| 74                                     | Imanol Erviti (ESP)                    | Movistar Team                          | + 3h 48' 00"                           |
| 75                                     | Tiesj Benoot (BEL)                     | Team Sunweb                            | + 3h 48' 50"                           |
| 76                                     | Matej Mohorič (SLO)                    | Bahrain–McLaren                        | + 3h 49' 02"                           |
| 77                                     | Andrey Amador (CRC)                    | Ineos Grenadiers                       | + 3h 49' 04"                           |
| 78                                     | Cyril Gautier (FRA)                    | B&B Hotels–Vital Concept               | + 3h 51' 57"                           |
| 79                                     | Matteo Trentin (ITA)                   | CCC Team                               | + 3h 52' 10"                           |
| 80                                     | Dario Cataldo (ITA)                    | Movistar Team                          | + 3h 52' 51"                           |
| 81                                     | Toms Skujiņš (LAT)                     | Trek–Segafredo                         | + 3h 53' 09"                           |
| 82                                     | Vegard Stake Laengen (NOR)             | UAE Team Emirates                      | + 3h 53' 17"                           |
| 83                                     | Jack Bauer (NZL)                       | Mitchelton–Scott                       | + 4h 00' 34"                           |
| 84                                     | Peter Sagan (SVK)                      | Bora–Hansgrohe                         | + 4h 04' 15"                           |
| 85                                     | Krists Neilands (LAT)                  | Israel Start-Up Nation                 | + 4h 11' 03"                           |
| 86                                     | Pierre-Luc Périchon (FRA)              | Cofidis                                | + 4h 14' 28"                           |
| 87                                     | Pavel Sivakov (RUS)                    | Ineos Grenadiers                       | + 4h 15' 38"                           |
| 88                                     | Luka Mezgec (SLO)                      | Mitchelton–Scott                       | + 4h 17' 07"                           |
| 89                                     | Jens Keukeleire (BEL)                  | EF Pro Cycling                         | + 4h 18' 47"                           |
| 90                                     | Dries Devenyns (BEL)                   | Deceuninck–Quick-Step                  | + 4h 20' 41"                           |
| 91                                     | Tejay van Garderen (USA)               | EF Pro Cycling                         | + 4h 22' 20"                           |
| 92                                     | Casper Pedersen (DEN)                  | Team Sunweb                            | + 4h 24' 13"                           |
| 93                                     | Sonny Colbrelli (ITA)                  | Bahrain–McLaren                        | + 4h 24' 42"                           |
| 94                                     | Mathieu Ladagnous (FRA)                | Groupama–FDJ                           | + 4h 24' 52"                           |
| 95                                     | Dayer Quintana (COL)                   | Arkéa–Samsic                           | + 4h 25' 50"                           |
| 96                                     | Cyril Barthe (FRA)                     | B&B Hotels–Vital Concept               | + 4h 27' 07"                           |
| 97                                     | Daryl Impey (RSA)                      | Mitchelton–Scott                       | + 4h 28' 39"                           |
| 98                                     | Tom Van Asbroeck (BEL)                 | Israel Start-Up Nation                 | + 4h 33' 17"                           |
| 99                                     | Christopher Juul-Jensen (DEN)          | Mitchelton–Scott                       | + 4h 34' 03"                           |
| 100                                    | Alessandro De Marchi (ITA)             | CCC Team                               | + 4h 34' 06"                           |
| 101                                    | Edvald Boasson Hagen (NOR)             | NTT Pro Cycling                        | + 4h 34' 19"                           |
| 102                                    | Kévin Ledanois (FRA)                   | Arkéa–Samsic                           | + 4h 35' 48"                           |
| 103                                    | Joris Nieuwenhuis (NED)                | Team Sunweb                            | + 4h 38' 50"                           |
| 104                                    | Clément Venturini (FRA)                | AG2R La Mondiale                       | + 4h 39' 08"                           |
| 105                                    | Daniel Oss (ITA)                       | Bora–Hansgrohe                         | + 4h 40' 46"                           |
| 106                                    | Connor Swift (GBR)                     | Arkéa–Samsic                           | + 4h 41' 59"                           |
| 107                                    | Christophe Laporte (FRA)               | Cofidis                                | + 4h 44' 30"                           |
| 108                                    | Anthony Turgis (FRA)                   | Total Direct Énergie                   | + 4h 44' 57"                           |
| 109                                    | Roman Kreuziger (CZE)                  | NTT Pro Cycling                        | + 4h 45' 26"                           |
| 110                                    | Wout Poels (NED)                       | Bahrain–McLaren                        | + 4h 47' 23"                           |
| 111                                    | Marco Marcato (ITA)                    | UAE Team Emirates                      | + 4h 48' 47"                           |
| 112                                    | Simone Consonni (ITA)                  | Cofidis                                | + 4h 53' 50"                           |
| 113                                    | Rémi Cavagna (FRA)                     | Deceuninck–Quick-Step                  | + 4h 58' 46"                           |
| 114                                    | Kasper Asgreen (DEN)                   | Deceuninck–Quick-Step                  | + 5h 00' 04"                           |
| 115                                    | Hugo Hofstetter (FRA)                  | Israel Start-Up Nation                 | + 5h 00' 14"                           |
| 116                                    | Benoît Cosnefroy (FRA)                 | AG2R La Mondiale                       | + 5h 00' 43"                           |
| 117                                    | Fabien Grellier (FRA)                  | Total Direct Énergie                   | + 5h 01' 32"                           |
| 118                                    | Tony Martin (GER)                      | Team Jumbo–Visma                       | + 5h 05' 28"                           |
| 119                                    | Edward Theuns (BEL)                    | Trek–Segafredo                         | + 5h 08' 10"                           |
| 120                                    | Nils Politt (GER)                      | Israel Start-Up Nation                 | + 5h 09' 02"                           |
| 121                                    | Ryan Gibbons (RSA)                     | NTT Pro Cycling                        | + 5h 09' 32"                           |
| 122                                    | Bryan Coquard (FRA)                    | B&B Hotels–Vital Concept               | + 5h 10' 32"                           |
| 123                                    | Geoffrey Soupe (FRA)                   | Total Direct Énergie                   | + 5h 10' 40"                           |
| 124                                    | Mads Pedersen (DEN)                    | Trek–Segafredo                         | + 5h 11' 03"                           |
| 125                                    | Jonas Koch (GER)                       | CCC Team                               | + 5h 12' 04"                           |
| 126                                    | Nikias Arndt (GER)                     | Team Sunweb                            | + 5h 13' 11"                           |
| 127                                    | Tim Declercq (BEL)                     | Deceuninck–Quick-Step                  | + 5h 14' 52"                           |
| 128                                    | Amund Grøndahl Jansen (NOR)            | Team Jumbo–Visma                       | + 5h 17' 28"                           |
| 129                                    | Luke Rowe (GBR)                        | Ineos Grenadiers                       | + 5h 17' 50"                           |
| 130                                    | Michael Mørkøv (DEN)                   | Deceuninck–Quick-Step                  | + 5h 26' 21"                           |
| 131                                    | Mathieu Burgaudeau (FRA)               | Total Direct Énergie                   | + 5h 27' 38"                           |
| 132                                    | Alexander Kristoff (NOR)               | UAE Team Emirates                      | + 5h 28' 28"                           |
| 133                                    | Clément Russo (FRA)                    | Arkéa–Samsic                           | + 5h 28' 45"                           |
| 134                                    | Max Walscheid (GER)                    | NTT Pro Cycling                        | + 5h 29' 38"                           |
| 135                                    | Elia Viviani (ITA)                     | Cofidis                                | + 5h 30' 01"                           |
| 136                                    | Maxime Chevalier (FRA)                 | B&B Hotels–Vital Concept               | + 5h 31' 30"                           |
| 137                                    | Kévin Reza (FRA)                       | B&B Hotels–Vital Concept               | + 5h 31' 37"                           |
| 138                                    | Sam Bennett (IRL)                      | Deceuninck–Quick-Step                  | + 5h 32' 33"                           |
| 139                                    | Guy Niv (ISR)                          | Israel Start-Up Nation                 | + 5h 34' 43"                           |
| 140                                    | Cees Bol (NED)                         | Team Sunweb                            | + 5h 38' 16"                           |
| 141                                    | Niccolò Bonifazio (ITA)                | Total Direct Énergie                   | + 5h 42' 13"                           |
| 142                                    | Jasper De Buyst (BEL)                  | Lotto–Soudal                           | + 5h 43' 07"                           |
| 143                                    | Marco Haller (AUT)                     | Bahrain–McLaren                        | + 5h 46' 27"                           |
| 144                                    | Caleb Ewan (AUS)                       | Lotto–Soudal                           | + 5h 50' 25"                           |
| 145                                    | Frederik Frison (BEL)                  | Lotto–Soudal                           | + 6h 01' 48"                           |
| 146                                    | Roger Kluge (GER)                      | Lotto–Soudal                           | + 6h 07' 02"                           |

### Zelena majica
| Poz. | Kolesar                    | Ekipa                    | Točke |
| ---- | -------------------------- | ------------------------ | ----- |
| 1    | Sam Bennett (IRL)          | Deceuninck–Quick-Step    | 380   |
| 2    | Peter Sagan (SVK)          | Bora–Hansgrohe           | 284   |
| 3    | Matteo Trentin (ITA)       | CCC Team                 | 260   |
| 4    | Bryan Coquard (FRA)        | B&B Hotels–Vital Concept | 181   |
| 5    | Wout van Aert (BEL)        | Team Jumbo–Visma         | 174   |
| 6    | Caleb Ewan (AUS)           | Lotto–Soudal             | 170   |
| 7    | Julian Alaphilippe (FRA)   | Deceuninck–Quick-Step    | 150   |
| 8    | Tadej Pogačar (SLO)        | UAE Team Emirates        | 143   |
| 9    | Søren Kragh Andersen (DEN) | Team Sunweb              | 138   |
| 10   | Michael Mørkøv (DEN)       | Deceuninck–Quick-Step    | 138   |

### Pikčasta majica
| Poz. | Kolesar                  | Ekipa                    | Točke |
| ---- | ------------------------ | ------------------------ | ----- |
| 1    | Tadej Pogačar (SLO)      | UAE Team Emirates        | 82    |
| 2    | Richard Carapaz (ECU)    | Ineos Grenadiers         | 74    |
| 3    | Primož Roglič (SLO)      | Team Jumbo–Visma         | 67    |
| 4    | Marc Hirschi (SUI)       | Team Sunweb              | 62    |
| 5    | Miguel Ángel López (COL) | Astana                   | 51    |
| 6    | Benoît Cosnefroy (FRA)   | AG2R La Mondiale         | 36    |
| 7    | Pierre Rolland (FRA)     | B&B Hotels–Vital Concept | 36    |
| 8    | Richie Porte (AUS)       | Trek–Segafredo           | 36    |
| 9    | Nans Peters (FRA)        | AG2R La Mondiale         | 32    |
| 10   | Lennard Kämna (GER)      | Bora–Hansgrohe           | 27    |

### Bela majica
| Poz. | Kolesar                | Ekipa             | Čas          |
| ---- | ---------------------- | ----------------- | ------------ |
| 1    | Tadej Pogačar (SLO)    | UAE Team Emirates | 87h 20' 05"  |
| 2    | Enric Mas (ESP)        | Movistar Team     | + 6' 07"     |
| 3    | Valentin Madouas (FRA) | Groupama–FDJ      | + 1h 42' 43" |
| 4    | Daniel Martínez (COL)  | EF Pro Cycling    | + 1h 55' 12" |
| 5    | Lennard Kämna (GER)    | Bora–Hansgrohe    | + 2h 15' 39" |
| 6    | Harold Tejada (COL)    | Astana            | + 2h 37' 02" |
| 7    | Niklas Eg (DEN)        | Trek–Segafredo    | + 2h 50' 04" |
| 8    | Marc Hirschi (SUI)     | Team Sunweb       | + 2h 54' 34" |
| 9    | Neilson Powless (USA)  | EF Pro Cycling    | + 3h 03' 09" |
| 10   | Pavel Sivakov (RUS)    | Ineos Grenadiers  | + 4h 15' 38" |

### Ekipna razvrstitev
| Poz. | Ekipa             | Čas          |
| ---- | ----------------- | ------------ |
| 1    | Movistar Team     | 262h 14' 58" |
| 2    | Team Jumbo–Visma  | + 18' 31"    |
| 3    | Bahrain–McLaren   | + 57' 10"    |
| 4    | EF Pro Cycling    | + 1h 16' 43" |
| 5    | Ineos Grenadiers  | + 1h 32' 01" |
| 6    | Trek–Segafredo    | + 1h 39' 39" |
| 7    | Astana            | + 1h 47' 15" |
| 8    | AG2R La Mondiale  | + 2h 58' 47" |
| 9    | UAE Team Emirates | + 3h 06' 46" |
| 10   | Mitchelton–Scott  | + 3h 25' 10" |